# Dubuc (circonscription provinciale)
Circonscription électorale provinciale du Canada
Dubuc est une circonscription électorale provinciale québécoise située dans la région administrative du Saguenay-Lac-Saint-Jean.  Elle occupe le territoire de la municipalité régionale de comté du Fjord-du-Saguenay et d'une partie de la ville de Saguenay. 

## Historique
Créé en 1965, le district électoral de Dubuc était formé de l'abolition du district de Jonquière-Kénogami et d'une partie du district de Chicoutimi. Son territoire a été modifié à quelques reprises lors des différentes refontes de la carte électorale. En 1972, la modification la plus importante est l'ajout d'une partie de la Côte-Nord, de Tadoussac aux Escoumins. Cet ajout est retiré en 1980. En 1985, en 1992 et en 2001 les changements ne sont que mineurs.
La circonscription tire son nom de Julien-Édouard-Alfred Dubuc homme d'affaires et politicien élu dans la circonscription fédérale de Chicoutimi de 1925 à 1945.

## Territoire et limites
La circonscription se situe dans la région du Saguenay–Lac-Saint-Jean et s'étend sur 44 382,08 km2. En 2001 sa population était de 49 046 personnes. Elle regroupe les municipalités de la municipalité régionale de comté du Fjord-du-Saguenay de même qu'une partie de la ville de Saguenay :
- Bégin
- Ferland-et-Boilleau
- Lac-Ministuk
- Lalemant
- L'Anse-Saint-Jean
- Mont-Valin
- Petit-Saguenay
- Rivière-Éternité
- Saguenay (arrondissement de La Baie)
- Saint-Ambroise
- Saint-Charles-de-Bourget
- Saint-David-de-Falardeau
- Sainte-Rose-du-Nord
- Saint-Félix-d'Otis
- Saint-Fulgence
- Saint-Honoré

## Liste des députés
| Législature                                         | Années       | Député               | Député             | Parti            |
| --------------------------------------------------- | ------------ | -------------------- | ------------------ | ---------------- |
| Dubuc Créée depuis Chicoutimi et Jonquière-Kénogami |              |                      |                    |                  |
| 28e                                                 | 1966–1970    |                      | Roch Boivin        | Union nationale  |
| 29e                                                 | 1970–1973    |                      | Roch Boivin        | Union nationale  |
| 30e                                                 | 1973–1976    |                      | Ghislain Harvey    | Libéral          |
| 31e                                                 | 1976–1981    |                      | Hubert Desbiens    | Parti québécois  |
| 32e                                                 | 1981–1985    |                      | Hubert Desbiens    | Parti québécois  |
| 33e                                                 | 1985–1989    |                      | Hubert Desbiens    | Parti québécois  |
| 34e                                                 | 1989–1994    | Gérard-Raymond Morin |                    | Parti québécois  |
| 35e                                                 | 1994–1998    | Gérard-Raymond Morin |                    | Parti québécois  |
| 36e                                                 | 1998–2003    | Jacques Côté         |                    | Parti québécois  |
| 37e                                                 | 2003–2007    | Jacques Côté         |                    | Parti québécois  |
| 38e                                                 | 2007–2008    | Jacques Côté         |                    | Parti québécois  |
| 39e                                                 | 2008–2012    |                      | Serge Simard       | Libéral          |
| 40e                                                 | 2012–2014    |                      | Jean-Marie Claveau | Parti québécois  |
| 41e                                                 | 2014–2018    |                      | Serge Simard       | Libéral          |
| 42e                                                 | 2018–2022    |                      | François Tremblay  | Coalition avenir |
| 43e                                                 | 2022–présent |                      | François Tremblay  | Coalition avenir |

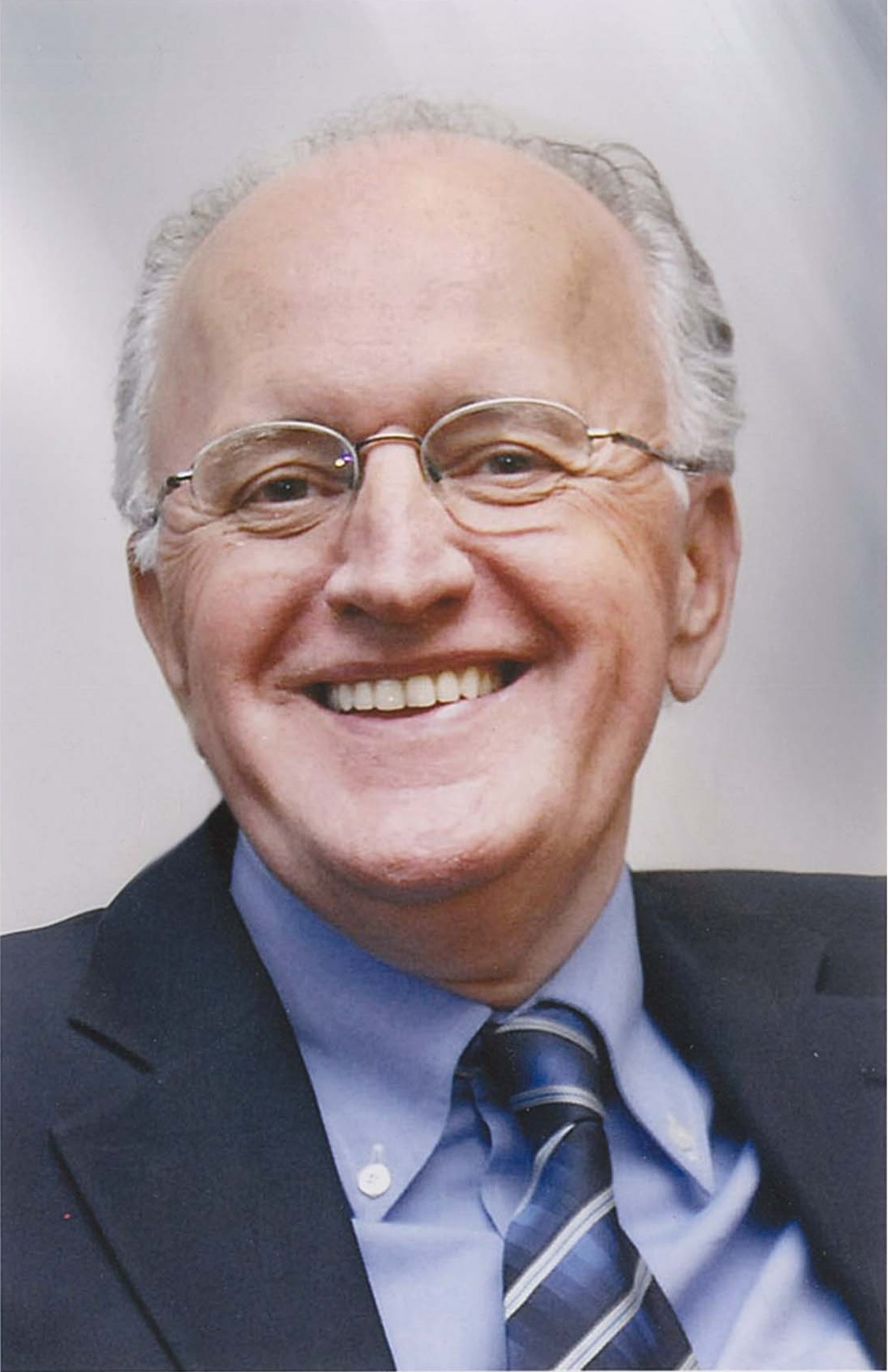
Ghislain Harvey, député de 1973 à 1976.

## Résultats électoraux

### Évolution pour les principaux partis
| |
| - Union nationale (ancien) - Parti libéral - Parti québécois - Crédit social (ancien) - Action démocratique (ancien) - Québec solidaire - Coalition avenir - Parti conservateur |

### Résultats détaillés
|                                                                                             | Nom                         | Parti            | Nombre de voix | %      | Maj.   |
| ------------------------------------------------------------------------------------------- | --------------------------- | ---------------- | -------------- | ------ | ------ |
|                                                                                             | François Tremblay (sortant) | Coalition avenir | 15 427         | 57,6 % | 10 728 |
|                                                                                             | Émile Simard                | Parti québécois  | 4 699          | 17,5 % | -      |
|                                                                                             | Tommy Pageau                | Conservateur     | 2 956          | 11 %   | -      |
|                                                                                             | Andrée-Anne Brillant        | Québec solidaire | 2 833          | 10,6 % | -      |
|                                                                                             | Berry Zinga Nkuni           | Libéral          | 666            | 2,5 %  | -      |
|                                                                                             | Gilbert Simard              | Climat Québec    | 200            | 0,7 %  | -      |
| Total                                                                                       | Total                       | Total            | 26 781         | 100 %  |        |
| Le taux de participation lors de l'élection était de 65 % et 396 bulletins ont été rejetés. |                             |                  |                |        |        |

|                                                                                               | Nom                      | Parti            | Nombre de voix | %      | Maj.  |
| --------------------------------------------------------------------------------------------- | ------------------------ | ---------------- | -------------- | ------ | ----- |
|                                                                                               | François Tremblay        | Coalition avenir | 10 535         | 40,2 % | 4 676 |
|                                                                                               | Serge Simard (sortant)   | Libéral          | 5 859          | 22,4 % | -     |
|                                                                                               | Marie-Annick Fortin      | Parti québécois  | 5 541          | 21,2 % | -     |
|                                                                                               | Marie Francine Bienvenue | Québec solidaire | 3 163          | 12,1 % | -     |
|                                                                                               | François Pelletier       | Conservateur     | 645            | 2,5 %  | -     |
|                                                                                               | Line Bélanger            | Parti nul        | 445            | 1,7 %  | -     |
| Total                                                                                         | Total                    | Total            | 26 188         | 100 %  |       |
| Le taux de participation lors de l'élection était de 65,8 % et 485 bulletins ont été rejetés. |                          |                  |                |        |       |

|                                                                                               | Nom                          | Parti            | Nombre de voix | %      | Maj.  |
| --------------------------------------------------------------------------------------------- | ---------------------------- | ---------------- | -------------- | ------ | ----- |
|                                                                                               | Serge Simard                 | Libéral          | 11 386         | 41 %   | 2 467 |
|                                                                                               | Jean-Marie Claveau (sortant) | Parti québécois  | 8 919          | 32,1 % | -     |
|                                                                                               | Claudie Émond                | Coalition avenir | 5 240          | 18,9 % | -     |
|                                                                                               | Marie-Lise Chrétien-Pineault | Québec solidaire | 1 494          | 5,4 %  | -     |
|                                                                                               | Pascal Tremblay              | Indépendant      | 431            | 1,6 %  | -     |
|                                                                                               | Ariane Belva                 | Option nationale | 285            | 1 %    | -     |
| Total                                                                                         | Total                        | Total            | 27 755         | 100 %  |       |
| Le taux de participation lors de l'élection était de 70,5 % et 496 bulletins ont été rejetés. |                              |                  |                |        |       |

|                                                                                               | Nom                         | Parti            | Nombre de voix | %      | Maj.  |
| --------------------------------------------------------------------------------------------- | --------------------------- | ---------------- | -------------- | ------ | ----- |
|                                                                                               | Jean-Marie Claveau          | Parti québécois  | 12 345         | 42,2 % | 4 265 |
|                                                                                               | Serge Simard (sortant)      | Libéral          | 8 080          | 27,6 % | -     |
|                                                                                               | François Tremblay           | Coalition avenir | 6 921          | 23,7 % | -     |
|                                                                                               | Marie Francine Bienvenue    | Québec solidaire | 1 118          | 3,8 %  | -     |
|                                                                                               | David Girard                | Option nationale | 343            | 1,2 %  | -     |
|                                                                                               | Pascal Tremblay             | Indépendant      | 270            | 0,9 %  | -     |
|                                                                                               | Charles-Olivier B. Tremblay | Indépendant      | 185            | 0,6 %  | -     |
| Total                                                                                         | Total                       | Total            | 29 262         | 100 %  |       |
| Le taux de participation lors de l'élection était de 74,6 % et 377 bulletins ont été rejetés. |                             |                  |                |        |       |

|                                                                                               | Nom                      | Parti               | Nombre de voix | %      | Maj. |
| --------------------------------------------------------------------------------------------- | ------------------------ | ------------------- | -------------- | ------ | ---- |
|                                                                                               | Serge Simard             | Libéral             | 9 695          | 42,8 % | 424  |
|                                                                                               | André Michaud            | Parti québécois     | 9 271          | 40,9 % | -    |
|                                                                                               | Robert Emond             | Action démocratique | 2 789          | 12,3 % | -    |
|                                                                                               | Marie Francine Bienvenue | Québec solidaire    | 708            | 3,1 %  | -    |
|                                                                                               | Fernand Blanchard        | Indépendant         | 199            | 0,9 %  | -    |
| Total                                                                                         | Total                    | Total               | 22 662         | 100 %  |      |
| Le taux de participation lors de l'élection était de 60,6 % et 354 bulletins ont été rejetés. |                          |                     |                |        |      |

|                                                                                               | Nom                      | Parti               | Nombre de voix | %      | Maj.  |
| --------------------------------------------------------------------------------------------- | ------------------------ | ------------------- | -------------- | ------ | ----- |
|                                                                                               | Jacques Côté (sortant)   | Parti québécois     | 10 120         | 37,6 % | 1 719 |
|                                                                                               | Robert Emond             | Action démocratique | 8 401          | 31,2 % | -     |
|                                                                                               | Johnny Simard            | Libéral             | 7 077          | 26,3 % | -     |
|                                                                                               | Marie Francine Bienvenue | Québec solidaire    | 728            | 2,7 %  | -     |
|                                                                                               | Michel Marécat           | Vert                | 602            | 2,2 %  | -     |
| Total                                                                                         | Total                    | Total               | 26 928         | 100 %  |       |
| Le taux de participation lors de l'élection était de 73,2 % et 277 bulletins ont été rejetés. |                          |                     |                |        |       |

|                                                                                               | Nom                      | Parti               | Nombre de voix | %      | Maj. |
| --------------------------------------------------------------------------------------------- | ------------------------ | ------------------- | -------------- | ------ | ---- |
|                                                                                               | Jacques Côté (sortant)   | Parti québécois     | 9 767          | 36,1 % | 44   |
|                                                                                               | Johnny Simard            | Libéral             | 9 723          | 36 %   | -    |
|                                                                                               | Claude Gauthier          | Action démocratique | 7 077          | 26,2 % | -    |
|                                                                                               | Marie Francine Bienvenue | UFP                 | 457            | 1,7 %  | -    |
| Total                                                                                         | Total                    | Total               | 27 024         | 100 %  |      |
| Le taux de participation lors de l'élection était de 73,2 % et 280 bulletins ont été rejetés. |                          |                     |                |        |      |

|                                                                                               | Nom                  | Parti               | Nombre de voix | %      | Maj.  |
| --------------------------------------------------------------------------------------------- | -------------------- | ------------------- | -------------- | ------ | ----- |
|                                                                                               | Jacques Côté         | Parti québécois     | 16 388         | 59,8 % | 8 234 |
|                                                                                               | Claude Richard       | Libéral             | 8 154          | 29,8 % | -     |
|                                                                                               | Jacques Jr. Tremblay | Action démocratique | 2 858          | 10,4 % | -     |
| Total                                                                                         | Total                | Total               | 27 400         | 100 %  |       |
| Le taux de participation lors de l'élection était de 74,7 % et 321 bulletins ont été rejetés. |                      |                     |                |        |       |

|                                                                                               | Nom                            | Parti               | Nombre de voix | %      | Maj.  |
| --------------------------------------------------------------------------------------------- | ------------------------------ | ------------------- | -------------- | ------ | ----- |
|                                                                                               | Gérard-Raymond Morin (sortant) | Parti québécois     | 16 759         | 63,5 % | 9 617 |
|                                                                                               | Jeanne Lavoie                  | Libéral             | 7 142          | 27,1 % | -     |
|                                                                                               | Jean-François Simard           | Action démocratique | 2 162          | 8,2 %  | -     |
|                                                                                               | Daniel Gaudet                  | Loi naturelle       | 328            | 1,2 %  | -     |
| Total                                                                                         | Total                          | Total               | 26 391         | 100 %  |       |
| Le taux de participation lors de l'élection était de 77,7 % et 392 bulletins ont été rejetés. |                                |                     |                |        |       |

|                                                                                               | Nom                       | Parti                     | Nombre de voix | %      | Maj.  |
| --------------------------------------------------------------------------------------------- | ------------------------- | ------------------------- | -------------- | ------ | ----- |
|                                                                                               | Hubert Desbiens (sortant) | Parti québécois           | 14 147         | 55,3 % | 4 171 |
|                                                                                               | Julien Tremblay           | Libéral                   | 9 976          | 39 %   | -     |
|                                                                                               | Hélène Bouchard           | NPD Québec                | 950            | 3,7 %  | -     |
|                                                                                               | Michel Dufresne           | Progressiste conservateur | 420            | 1,6 %  | -     |
|                                                                                               | Manon Sévigny             | Socialisme chrétien       | 81             | 0,3 %  | -     |
| Total                                                                                         | Total                     | Total                     | 25 574         | 100 %  |       |
| Le taux de participation lors de l'élection était de 78,7 % et 254 bulletins ont été rejetés. |                           |                           |                |        |       |

## Référendums
|  | Référendum                     | % du OUI | % du NON | Taux de participation |
|  | Référendum de 1980             | 52,97 %  | 47,03 %  | 82,28 %               |
|  | Accord de Charlottetown (1992) | 25,03 %  | 74,97 %  | 82,80 %               |
|  | Référendum de 1995             | 70,30 %  | 29,70 %  | 92,61 %               |